# Drapeau et armoiries de Monterrey

Drapeau de Monterrey

Le drapeau de la ville de Monterrey, capitale de l'État de Nuevo León, représente les armoiries de la ville sur fond blanc. Il a été adopté le 28 avril 2010.

## Armoiries

Armoiries de Monterrey.

Les armoiries de la commune entourent un cadre ovale qui montre à droite un arbre et à côté, un indigène tirant une flèche sur un soleil de gueules, qui apparaît derrière le Cerro de la Silla. Deux indigènes, qui étaient autrefois connus comme les rayés, vêtus de huipil, pagne, coiffe et armés d'arc et de flèches, ils servent de support au groupe, qui apparaissent sur une toile blanche, également découpée en forme ovale divisée en deux plis filetés à en bas, dont les extrémités supérieures tombent vers l'arrière. En bas, il porte le surnom de CIUDAD DE MONTERREY et en haut, une couronne de comté.
Six drapeaux blancs servent de fond, trois de chaque côté et tombant sur les trophées militaires, les canons, les balles et les tambours. En dessous, ils portent une bande de gueules avec l'inscription du nom de la ville, et le tout est estampillé d'une couronne de comté en référence au titre noble de Gaspar de Zúñiga y Acevedo, comte de Monterrey, neuvième vice-roi de la Nouvelle-Espagne, en l'honneur de qui porte le nom de la ville.